# Strana pro svobodu
Strana pro svobodu (nizozemsky Partij voor de Vrijheid, PVV) je nizozemská krajně pravicová národně-konzervativní politická strana.

## Historie
Stranu založil Geert Wilders, který v září 2004 odešel z Lidové strany pro svobodu a demokracii (VVD), protože se nemohl smířit s jejím pozitivním postojem k otázce vstupu Turecka do EU.
V červnu 2005 byl Wilders jedním z vůdců v boji proti evropské ústavě, která byla zamítnuta nizozemskými voliči 62% většinou.
V roce 2006 se konaly nizozemské všeobecné volby, v nichž PVV dostala 9 mandátů. V následných všeobecných volbách v roce 2010 si polepšila na 24 mandátů (při zisku 15,5 %).
V roce 2024 se stala strana součástí vládní koalice, kterou ale v červnu 2025 opustila kvůli neshodám v otázce omezení migrace do země.

## Volební výsledky

### Sněmovna reprezentantů Nizozemska
| Volby | Počet hlasů | Hlasy v % | Počet mandátů |
| ----- | ----------- | --------- | ------------- |
| 2006  | 579 490     | 5,90      | 9             |
| 2010  | 1 435 349   | 15,5      | 24            |
| 2012  | 950 263     | 10,1      | 15            |
| 2017  | 1,372,941   | 13,1      | 20            |
| 2021  | 1,125,022   | 10,8      | 17            |
| 2023  | 2,446,338   | 23,5      | 37            |

### Evropský parlament
| Volby | Počet hlasů | Hlasy v % | Počet mandátů  |
| ----- | ----------- | --------- | -------------- |
| 2009  | 769 125     | 17,0      | 4              |
| 2014  | 630 139     | 13,35     | 4              |
| 2019  | 194 178     | 3,53      | 1 (po Brexitu) |

## Kritika
Strana pro svobodu vystupuje proti imigraci a islamizaci Nizozemska, za což ji hromadné sdělovací prostředky označují za populistickou.